# Província de Panamà
Panamà és una de les divisions administratives de Panamà. La capital és Ciutat de Panamà. Limita al nord amb la comarca de Kuna Yala i la Província de Colón, al sud amb el Golf de Panamà, a l'oest amb la Província de Panamà Oest i a l'est amb la Província de Darién.

## Divisió administrativa
La província de Panamà estava dividida fins a l'1 de gener de 2014 en onze districtes, però després de la creació de la província de Panamà Oest en aquesta data amb els districtes d'Arraiján, Capira, Chame, La Chorrera i San Carlos, ubicats tots a l'oest del canal de Panamà, l'actual província de Panamà va quedar conformada només per 6 districtes i 57 corregiments:
| Districtes    | Corregiments | Capital de Districte |
| ------------- | --- | -------------------- |
| Balboa        | San Miguel, La Ensenada, La Esmeralda, La Guinea, Pedro González, Saboga | San Miguel           |
| Chepo         | Chepo, Cañita, Chepillo, El Llano, Las Margaritas, Santa Cruz de Chinina, Madungandí, Tortí | Chepo                |
| Chimán        | Chimán, Brujas, Gonzalo Vásquez, Pásiga, Unión Santeña | Chimán               |
| Panamà        | San Felipe, El Chorrillo, Santa Ana, Calidonia, Curundú, Betania, Bella Vista, Pueblo Nuevo, San Francisco, Parque Lefevre, Río Abajo, Juan Díaz, Pedregal, Ancón, Chilibre, Las Cumbres, Pacora, San Martín, Tocumen, Las Mañanitas, 24 de Diciembre | ciutat de Panamà     |
| San Miguelito | Amelia Denis De Icaza, Belisario Porras, José Domingo Espinar, Mateo Iturralde, Victoriano Lorenzo, Arnulfo Arias, Belisario Frías, Omar Torrijos, Rufina Alfaro                                                                                      | San Miguelito        |
| Taboga        | Taboga, Otoque Occidente, Otoque Oriente | Taboga               |